# NGC 5759
NGC 5759 este o galaxie situată în constelația Boarul. A fost descoperită în 7 iunie 1880 de către Édouard Stephan⁠(d). Se află la o distanță de 120,69 de megaparseci de Pământ.